# Dux Scythiae
Il Dux Scythiae era il comandante di truppe limitanee di un settore del limes danubiano, nella diocesi di Scytia minor. Suo diretto superiore era al tempo della Notitia dignitatum (nel 400 circa), il magister militum per Thracias.

## Elenco unità
Era a capo di ben 16 unità o distaccamenti di unità, posizionate in 23 differenti località, come risulta dalla Notitia Dignitatum (Orien. XXXIX):
- Cuneus equitum scutariorum, Sacidava; Cuneus equitum Solensium, Capidava; Cuneus equitum stablesianorum, a Cii e Bireo; Cuneus equitum catafractariorum, Arubio; Cuneus equitum armigerorum, Aegissos; Cuneus equitum Arcadum, Talamonio;
- Auxiliares: Milites navclarii, Flaviana; Milites superventores, Axiopoli; Milites Scythici, Carso; Milites secundi Constantini, Troesmis; Milites Scythici, Dirigothia; Milites primi Constantini, Novioduro; Milites quinti Constantini, Salsovia; Milites primi Gratianenses, Gratiana;
- legiones riparienses: legio II Herculia, a Troesmis, Axiopoli, Iprosmis e sulla flotta presso Inplateypegiis; legio I Iovia, a Novioduno, Accesso e in località ignota.

### Fonti primarie
- Notitia Dignitatum, Orien. XXXIX.

### Fonti storiografiche moderne
- J.Rodríguez González, Historia de las legiones Romanas, Madrid, 2003.
- A.K.Goldsworthy, Storia completa dellesercito romano, Modena 2007. ISBN 978-88-7940-306-1
- Y.Le Bohec, Armi e guerrieri di Roma antica. Da Diocleziano alla caduta dell'impero, Roma 2008. ISBN 978-88-430-4677-5